# Zaaien

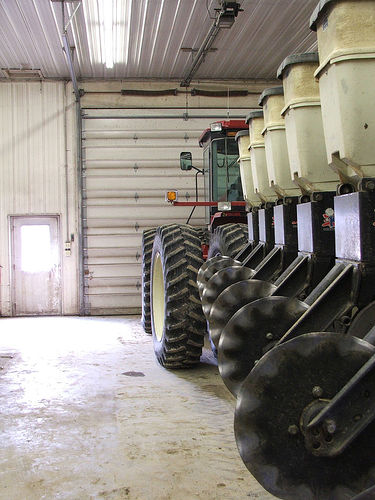
Zaaimachine, waarbij vijf zaaibakken te zien zijn. Bij transport zit de zaaimachine in de lengterichting achter de tractor. Bij het zaaien wordt deze dwars gezet.

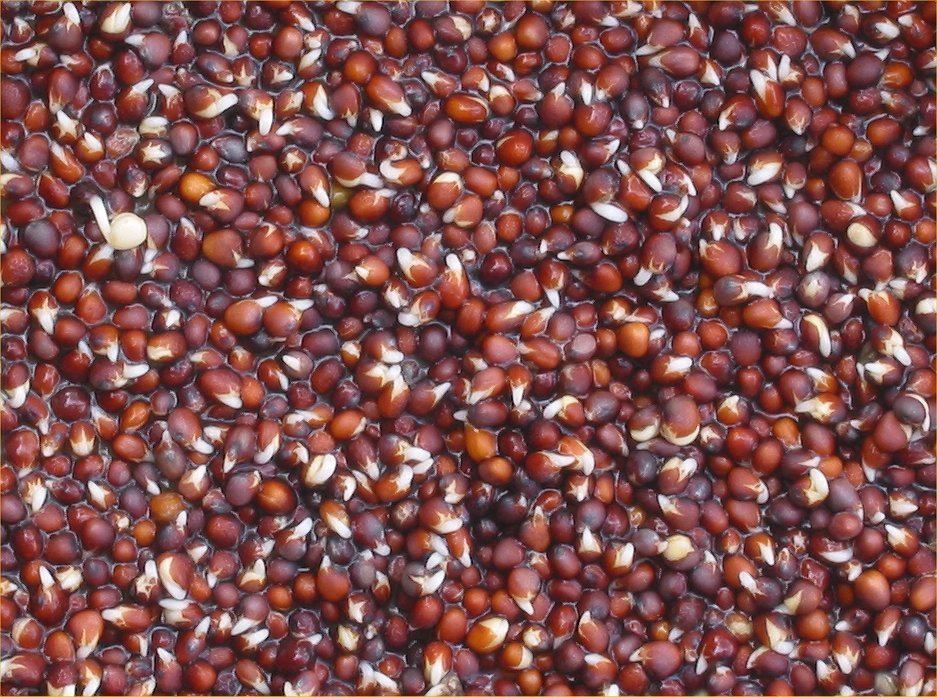
Voorgekiemd zaad van Namenia

Zaaien is het door de mens in de grond brengen van zaad. Dit kan met de hand of met de machine. Bij het zaaien kan gebruikgemaakt worden van droog zaad, voorgekiemd zaad, ingehuld zaad of van een zaailint. Zaad voor intensieve landbouw wordt vaak behandeld met pesticiden die schadelijk voor de gezondheid zijn. Een zorgvuldige omgang met dit zaad is voorgeschreven.
Planten zaaien zichzelf ook uit.

## Zaaien in potten en bakken
Veel planten kunnen gezaaid worden, waarbij de zaden in potten en bakken kunnen worden gelegd. Dit is vooral handig voor tropische en subtropische planten. Er zijn speciale kweekbakken in de handel, waarin de potten en bakken kunnen worden gezet. De beste periodes om te zaaien zijn het voorjaar en de zomer, in de winter is aanvullende kunstverlichting nodig. De kweekbak kan op een zonnige plaats worden gezet in een broeikas of in het raam, bij voorkeur op het zuiden. De beste resultaten worden geboekt met vers zaad, dus zaad wat uit verse vruchten komt. Voor het zaaien is in de handel speciale zaai- en stekgrond beschikbaar. Sommige zaden zijn hardschalig. Hierbij moet de buitenkant door bijvoorbeeld aanvijlen beschadigd worden alvorens ze water kunnen opnemen. De zaden moeten net zo diep worden gezaaid als ze breed zijn. Een vuistregel bij zaden van bijvoorbeeld passievruchten is: klein zaad 2 mm diep en groot zaad 5 mm diep. Mochten zaden te diep worden gezaaid, dan kan het lang duren voordat de zaden opkomen. Afhankelijk van hoe vers het zaad is, kan het ook lang duren voordat er zaailingen opkomen. Soms kan het wel enkele maanden duren. Als de zaailingen zijn opgekomen, kunnen ze apart verpot worden als ze een lengte van 5 cm hebben bereikt.

## Zaaien in trays
Trays zijn voorgevormde kunststofplaten met uitsparingen in de vorm van potjes, waarin de zaden gezaaid worden. Deze worden hoofdzakelijk in de beroepsteelt gebruikt. Er zijn ook platen met zeer kleine uitsparingen (zaaiplugtrays), waarbij de planten na opkomst zeer regelmatig (minstens elke dag) met water besproeid worden en regelmatig ook met een kunstmestoplossing. Planten uit deze trays worden pluggen of plugplanten genoemd.

## Handzaaien

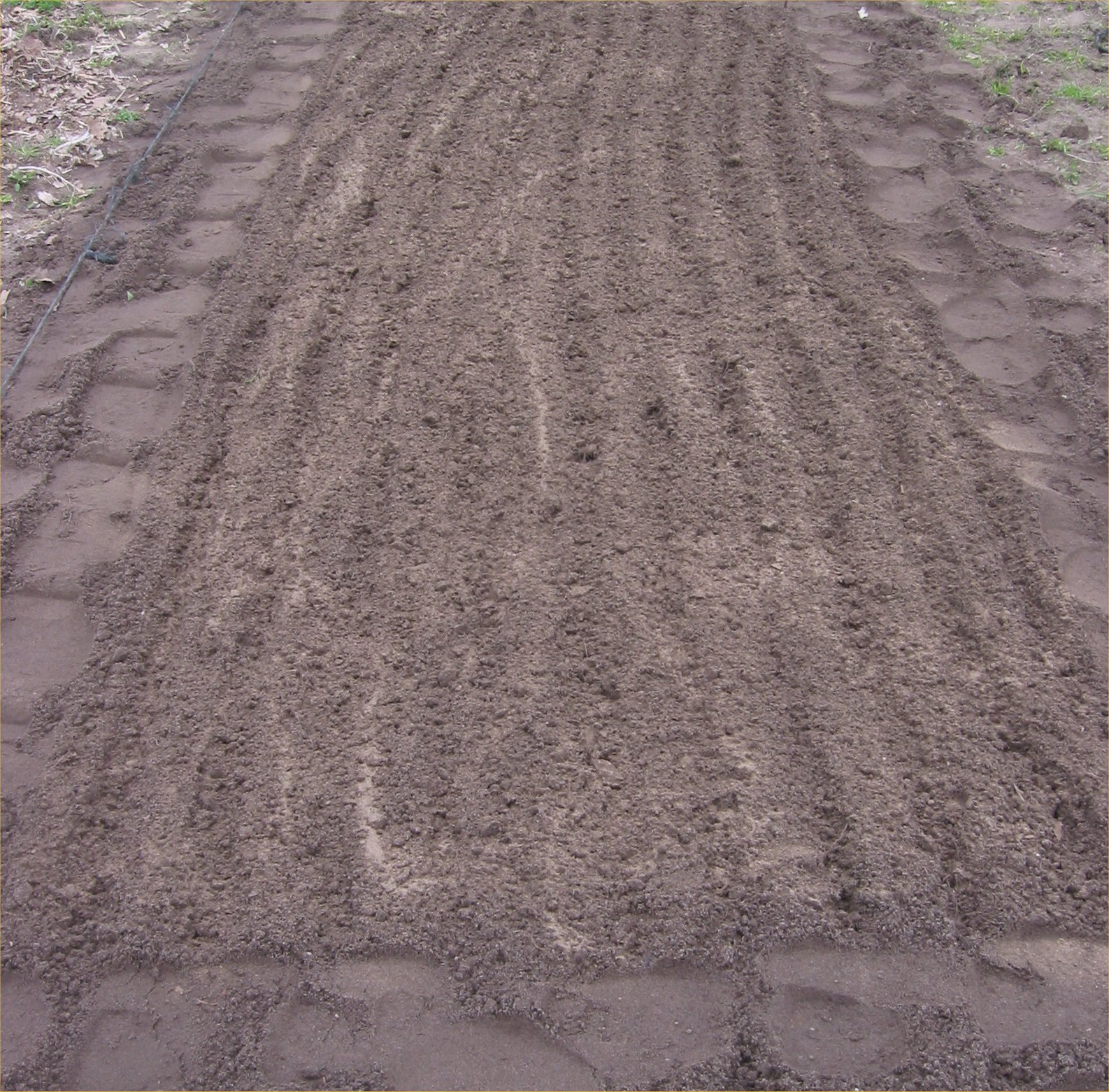
Zaaibed voor wortelen. Na eggen is ingezaaid met een mengsel van wortelzaad en droge grond. Hierna wordt nogmaals geëgd en ten slotte aangerold.

Met de hand wordt het zaad breedwerpig of op rijtjes gezaaid. Fijn zaad wordt gemengd met zand of een andere vulstof voor het beter verdelen van het zaad. Ook kan een zaailint uitgerold worden, waarin het zaad op regelmatige afstanden van elkaar zit ingesloten.

## Machinaal zaaien
De vroegste methode van machinaal zaaien was met een zaaiviool. Later kwamen er kleine met de hand voortgeduwde zaaimachines of met een paard getrokken grote machines.
Er bestaan zeer geavanceerde zaaimachines, die de zaden op regelmatige afstanden van elkaar in de grond leggen, het zogenaamde eindafstandzaaien, zoals bij suikerbieten. Granen worden vaak breedwerpig gezaaid.

## Zaaibedbereiding
Eerst wordt de grond bemest met organische mest en/of kunstmest, waarna de grond geploegd, gecultiveerd, gefreesd of gespit wordt. Ook komt het voor dat de grond helemaal niet wordt bewerkt. Om een vlak zaaibed te krijgen moet de grond geëgd en/of gerold worden. Op slempgevoelige gronden mag het zaaibed niet te fijn gemaakt worden, omdat anders verslemping en korstvorming kan optreden.

## Zaaidiepte
Er wordt gezaaid op bezakte grond op een diepte waarbij het zaad in contact kan komen met vochtige grond. Grote zaden worden dieper gezaaid dan kleine zaden. Ook zijn er zogenaamde lichtkiemers, die oppervlakkig gezaaid moeten worden. Granen, suikerbieten en vlas worden 1 tot 2 cm, maïs 3 tot 5 cm en erwten 3 tot 8 cm diep gezaaid.
Daarnaast is de grondsoort waarin gezaaid wordt ook heel belangrijk voor de zaaidiepte. In zware (rivier)klei wordt veel ondieper gezaaid dan in de lichte zandgrond. Te diep zaaien in kleigrond kan maken dat er niets opkomt, doordat de kiemen niet krachtig genoeg zijn om door de vaste klei te groeien. Te ondiep zaaien in zandgrond kan maken dat het zaad bij de eerste de beste regenbui wegspoelt of dat het gekiemde zaad verdroogt.

## Ineggen
Breedwerpig gezaaid zaad wordt na het zaaien met een eg ondergewerkt en soms wordt de grond ook nog gerold.

## Zaadje potje

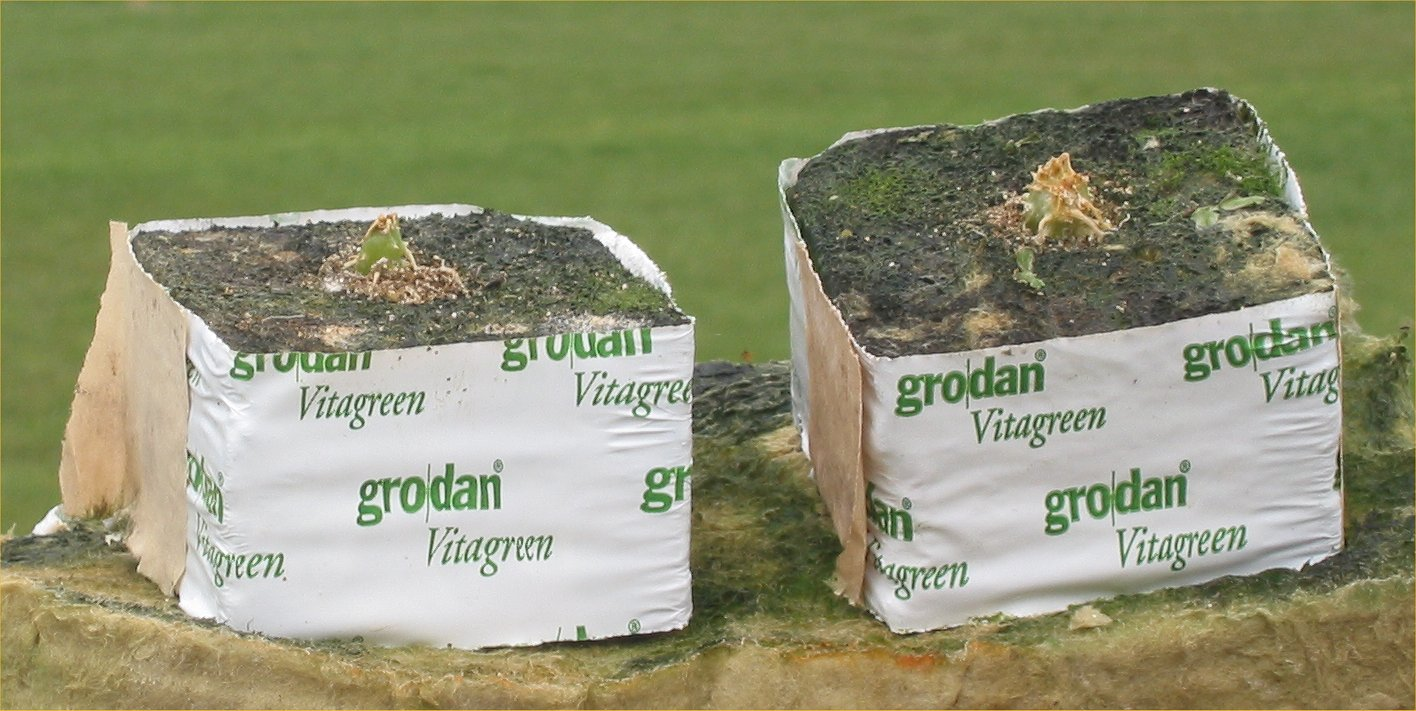
Steenwolpotjes op een steenwolmat

Door gespecialiseerde plantenopkweekdrijven wordt met speciale machines rechtstreeks op een potje gezaaid. Hierbij wordt per potje één zaadje gezaaid. Deze planten worden gebruikt in de groenteteelt, zowel onder glas als in de vollegrond. In de glasgroenteteelt wordt meestal een potje van steenwol gebruikt en in de vollegrond vaak een perspot van potgrond.

## Plantenopkweekbed
Op een opkweekbed wordt gezaaid als men de planten later wil uitpoten. Hierbij wordt vrij dicht gezaaid. 

## Tijdstip van zaaien

### Gangbare landbouw
Het tijdstip van zaaien is afhankelijk van het gewas, de toestand van de grond en het gewenste oogsttijdstip. Als de grond te nat is kan er niet goed gezaaid worden en treedt structuurbederf op. In de landbouw wordt meestal in het voorjaar en in de herfst gezaaid. Bij de groenteteelt wordt het hele jaar rond door gezaaid.

### Biologisch dynamische landbouw
In de biologisch dynamische landbouw wordt bij een bepaalde stand van de sterren en planeten gezaaid om de kosmische en fijnstoffelijke invloeden zo goed mogelijk te benutten.

## Spreekwoorden en gezegden
- Wie wind zaait, zal storm oogsten.
- (Niet) in goede aarde vallen.

## Zaaien in de kunst

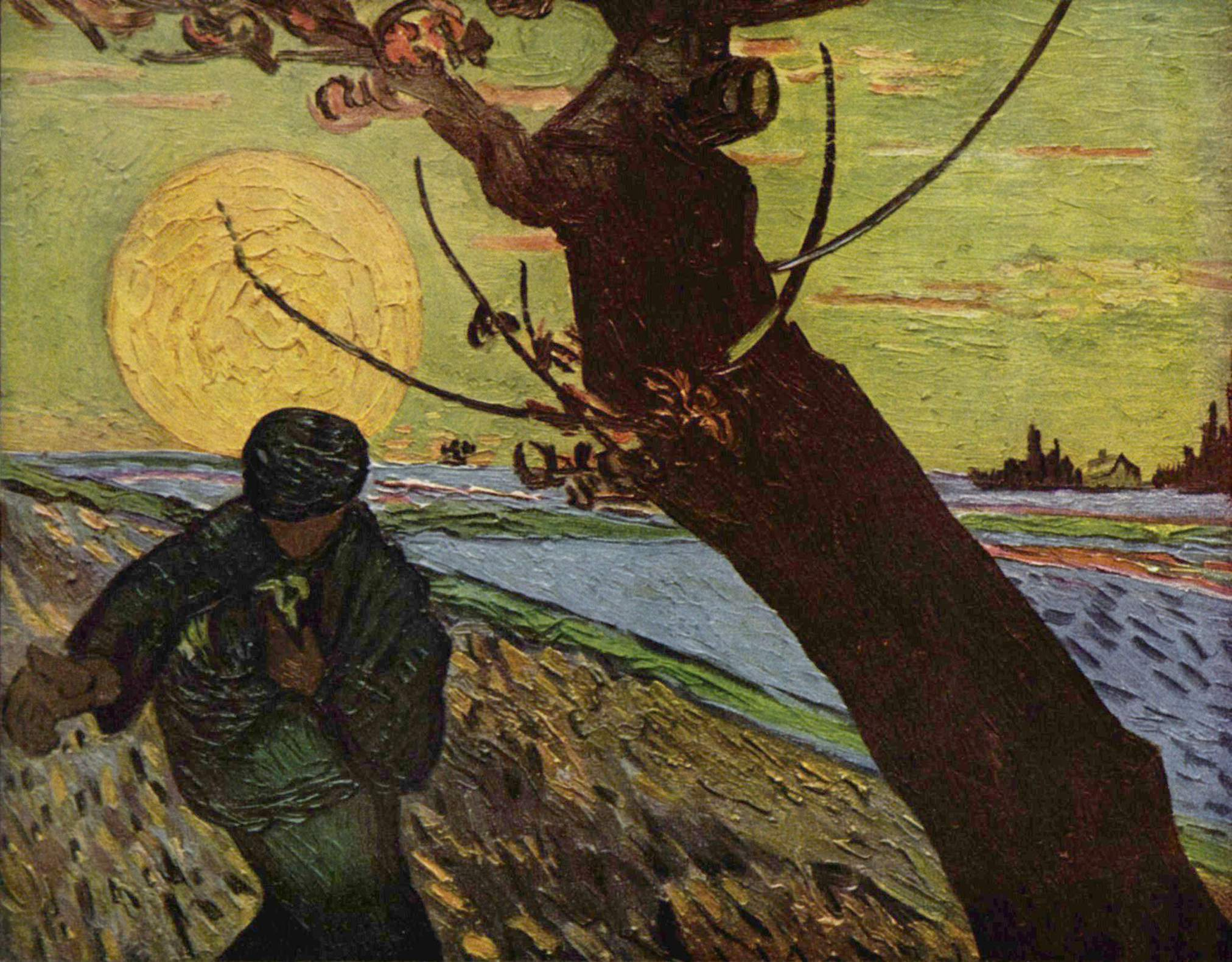
Van Gogh, De Zaaier, 1888, Sammlung E. G. Bührle
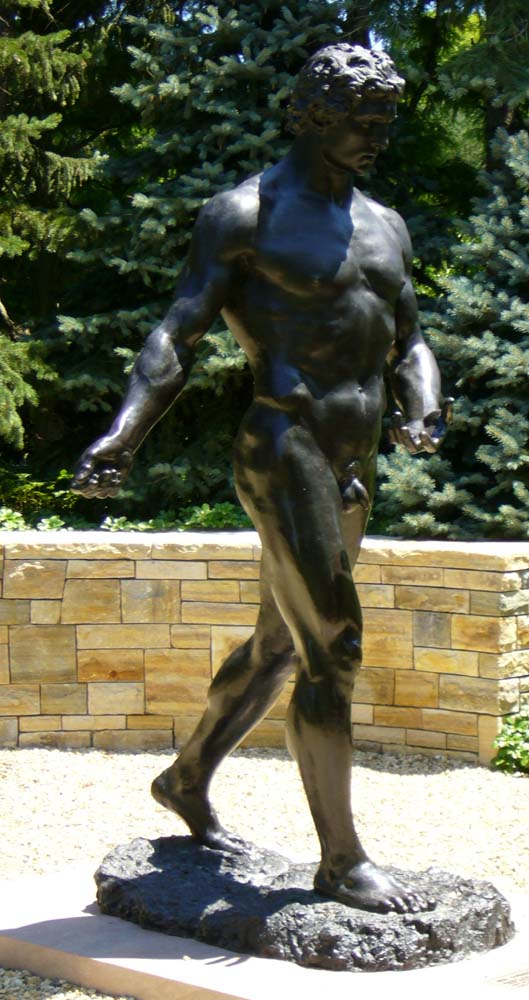
Albin Polasek The Sower, 1911, Chicago Botanic Garden
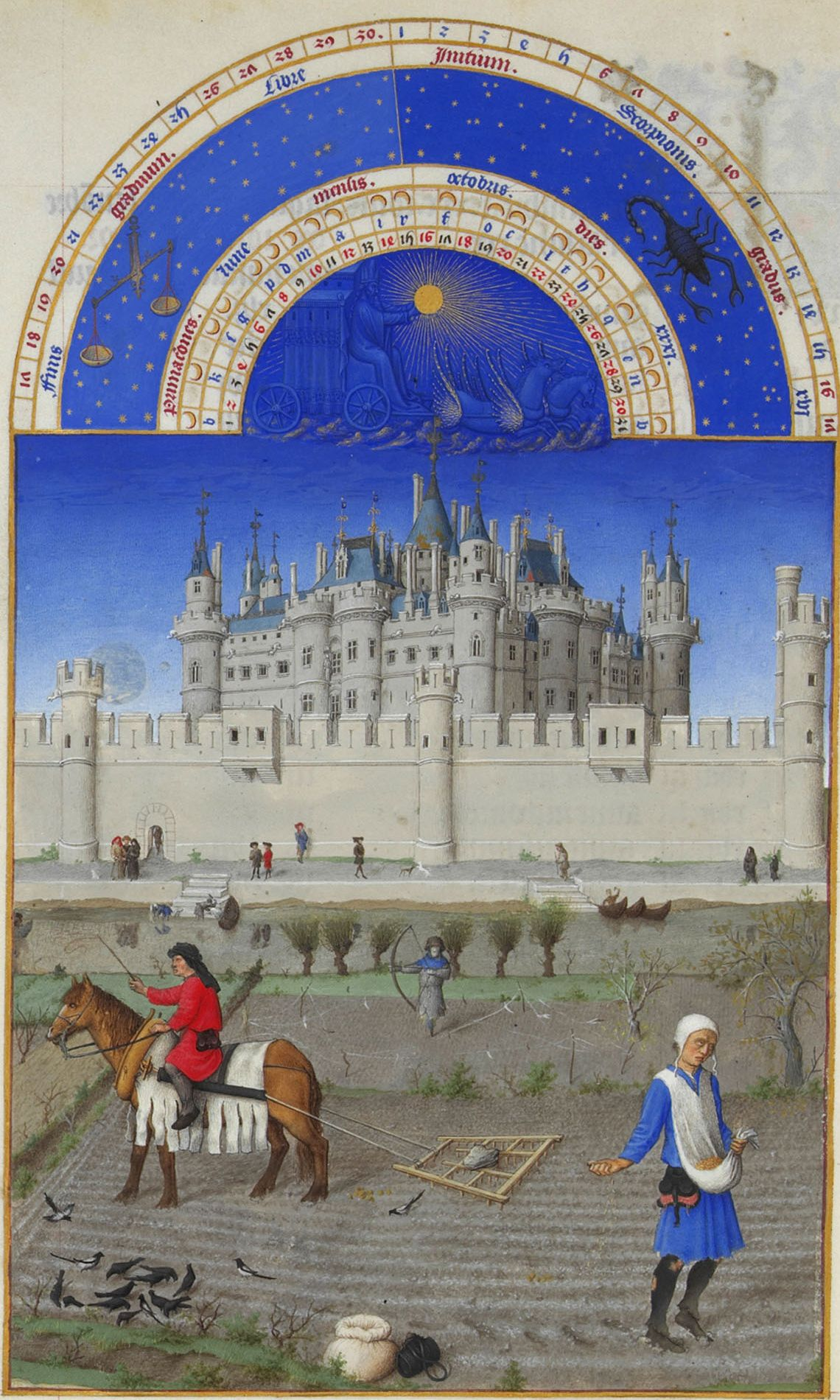
Très Riches Heures du duc de Berry: Oktober
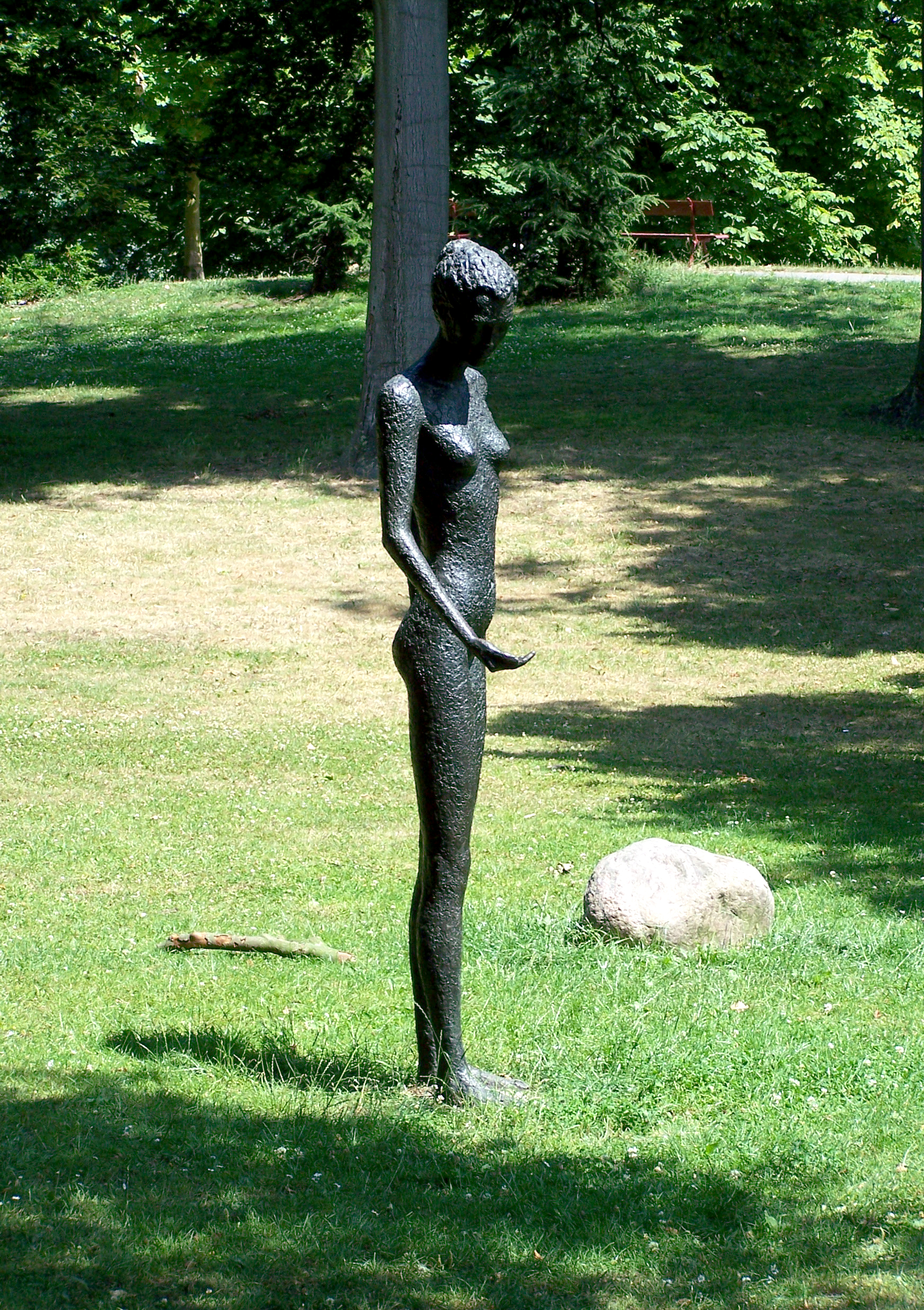
Else Ringnalda, Wie wind zaait, Rijsterborgherpark, Deventer